# 유리딘 이인산 N-아세틸글루코사민
유리딘 이인산 N-아세틸글루코사민(영어: uridine diphosphate N-acetylglucosamine) 또는 UDP-N-아세틸글루코사민(영어: UDP-N-acetylglucosamine, UDP-GlcNAc)은 당뉴클레오타이드이며, 대사 과정에서의 조효소이다. UDP-N-아세틸글루코사민은 글리코실트랜스퍼레이스에 의해 기질로 N-아세틸글루코사민 잔기를 전달하는 데 사용된다. D-글루코사민은 글루코사민 6-인산의 형태로 자연적으로 만들어지며 모든 질소 함유 당의 생화학적 전구체이다. 구체적으로 글루코사민 6-인산은 헥소사민 생합성 경로의 첫 번째 단계로 과당 6-인산과 글루타민으로부터 합성된다. 이 경로의 최종 생성물은 UDP-N-아세틸글루코사민이며, 이는 글리코사미노글리칸, 프로테오글리칸, 당지질을 만드는 데 사용된다.
UDP-N-아세틸글루코사민은 광범위한 생물종에서 번역 후 변형 과정에서 O-결합 N-아세틸글루코사민을 결합시키기 위한 단백질 O-GlcNAc 전이효소의 기질로서 세포 내 신호전달에 광범위하게 관여한다. UDP-N-아세틸글루코사민은 핵공 형성 및 핵 신호전달에도 관여한다. 단백질 O-GlcNAc 전이효소와 단백질 O-GlcNAcase는 세포골격의 구조에서 중요한 역할을 한다. 포유류에서 이자 β 세포에 단백질 O-GlcNAc 전이효소의 전사체가 풍부하며 UDP-N-아세틸글루코사민은 포도당 감지 메커니즘의 일부로 생각된다. 또한 다른 세포에서 UDP-N-아세틸글루코사민은 인슐린 저항성에 영향을 미친다는 증거도 있다. 식물에서는 지베렐린 생성 조절에 관여한다.
Clostridium novyi의 A형 알파-독소는 로(Rho) 단백질에 작용하여 세포골격의 붕괴를 유발하는 O-결합 N-아세틸글루코사민 전이효소이다.

## 같이 보기
- N-아세틸글루코사민
- 유리딘 이인산 (UDP)